# Childebert III
Childebert III, zwany Sprawiedliwym (ur. prawdopodobnie 670 lub 683, zm. 23 kwietnia 711) – syn Teuderyka III i Klotyldy (lub Doda) jedyny król Franków (695–711). Rządził jednak pozornie, ponieważ był marionetką w rękach majordoma Pepina z Heristalu. Władzę sądowniczą sprawował samodzielnie, często sprzeciwiając się nawet rodowi Arnufilgów. Jego przydomek może być uzasadniony jedynie tymi wyrokami. Liber Historia Francorum nazywa go "sławnym człowiekiem" i "sprawiedliwym człowiekiem dobrej pamięci".
Miał syna imieniem Dagobert, który później został królem jako Dagobert III, ale jego żoną nie była Edonna, jej imię wymyślili późniejsi historycy. Jest możliwe, choć mało prawdopodobne, że Chlotar IV był również jego synem. Prawie całe swoje życie spędził w królewskiej willi w Oise.
W szesnastym roku jego panowania (708), biskup Avranches Święty Aubert założył na Mont Saint-Michel klasztor św. Michała Archanioła.
Po jego śmierci (23 kwietnia 711) w południowej Galii zaczęła rosnąć władza niezależnych władców: w Burgundii Sawaryk jako biskup Auxerre, w Akwitanii rządził książę Eudes (Odo), a Prowansja znajdowała się pod kontrolą Antenora. Został pochowany w kościele St Stephen w Choisy-au-Bac w okolicach Compiègne.
Rozdział 6 z kroniki Fredegara (ok. 760):
„[...] Ale po kilku latach, Chlodwig król zachorował i zmarł po czterech latach panowania. Childebert jego brat zasiadł na tronie. Jeśli chodzi o Drogona to wyniesiony przez swego ojca Pepina otrzymał księstwo Szampanii. Grimoald młodszy z braci został wybrany majordomem pałacu króla Childeberta, a miał on bardzo dobrą naturę był on pełn wszelkiego dobra i współczujący, hojny w jałmużnie i sumienny w swoich modlitwach. Pepin i Radbold książę pogańskich plemion fryzyjskich zmierzyli się w bitwie pod Fort Duurstede. Pepin zwyciężył, a książę Radbold uciekł z Fryzji, tym samym Pepin powrócił by podzielić jego państwo [...]”
Rozdział 7 kroniki Fredegara (ok. 760):
„W tych dniach, umarł król Childebert, pochowany jest on w bazylice św Stefana męczennika w Choisy, panował szesnaście lat. Jego syn był Dagobert który obiął tron swoich praojców [...]”